# Juanulloa verrucosa
Juanulloa verrucosa är en potatisväxtart som först beskrevs av Henry Hurd Rusby, och fick sitt nu gällande namn av A.T. Hunziker och R. Subils. Juanulloa verrucosa ingår i släktet Juanulloa och familjen potatisväxter. Inga underarter finns listade i Catalogue of Life.